# Kovboj Bebop
Kovboj Bebop (カウボーイビバップ / Kaubói Bibappu) nebo také Cowboy Bebop je populární japonský anime seriál. Žánrové zařazení seriálu je složité, můžeme ho označit jako retro-westernově-jazzové sci-fi a děj se odehrává v roce 2071. Seriál režíroval Šin'ičiró Watanabe a napsal Keiko Nobumoto.
Na šestadvacetidílný televizní seriál navazuje také film Cowboy Bebop, Knockin' on Heaven's Door Knockin' on Heaven's Door (v Česku uvedeno na DVD jako Kovboj Bebop: Lovec odměn). Podle seriálu byly také vytvořeny dvě mangy.

## Hlavní postavy
- Spike Spiegel (Koiči Jamadera) je "vesmírný kovboj", lovec lidí na volné noze a někdejší člen zločineckého syndikátu Red Dragon. Je pronásledován špatnými vzpomínkami na své působení v této organizaci. V seriálu je postupně odkrýván jeho romantický vztah k záhadné ženě Julii a komplikovaný vztah s někdejším partnerem Viciusem. Spike a jeho současný parťák Jet tvoří původní posádku vesmírné lodi Bebop, do níž v průběhu první poloviny seriálu přibudou další členové. Přestože je osazenstvo Bebopu po většinu času švorc, vždy se jim nakonec díky odměně za chycení zločince podaří přežít další den a nezemřít hlady.
- Jet Black (Unšó Išizuka) je stejně jako Spike lovec odměn. Zároveň je bývalým členem mezihvězdné policie (ISSP – Inter-Solar System Police) a vlastníkem Bebopu. Od svých kolegů policistů dostal kvůli své houževnaté povaze přezdívku „černý pes“. Jako vzpomínku na to, co se stane, když bez rozmyslu vběhnete do nebezpečné situace, nosí Jet kybernetickou ruku. Je také, stejně jako Spike, pronásledován vzpomínkami na dávnou lásku, Alisu, jež ho náhle opustila bez jediného vzkazu.
- Ein je původně laboratorní pes známý jako „data pes“. Toto označení není v seriálu nikdy vysvětleno, ale je naznačeno, že se honosí velkou inteligencí, kterou občas důvtipně projevuje během episod (ostatní členové posádky si jí tradičně nevšímají).
- Faye Valentinová (Megumi Hajašibara) se po 54 letech probudila s amnesií z umělého spánku v kryogenní komoře, do níž byla uložena poté, co utrpěla vážné zranění. Díky podvodu je nucena převzít dluhy muže, který ji probudil, a proto se neustále pokouší hrát hazardní hry ve snaze rychle přijít k penězům a tak se zbavit dluhů. Její minulost a její skutečné jméno jsou jí i divákům neznámy: příjmení „Valentine“ jí dal její lékař. V průběhu seriálu se však její historie rozplétá.
- Edward (Aoi Tada) je mladičká, výstřední počítačová expertka, mistrný hacker a hadí dívka. Mnoho diváků nemá příliš jasno v tom, jakého je vlastně pohlaví, a to nejen kvůli jejímu jménu, ale i celkovému vzhledu a vystupování (navíc to, že „Edward“ je dívka, se divák z děje seriálu dozví až později). Důvodem je, že původně mělo jít o kluka (čemuž odpovídají „její“ klukoviny), ale scénář byl na poslední chvíli změněn, údajně v zájmu vyvážení pohlaví na palubě. Sama sebe označuje dlouhým jménem „Edward Wong Hau Pepelu Tivrusky IV“ po svém útěku ze sirotčince. Když je později nalezen její otec, dozvídáme se, že její skutečné jméno je Françoise Appledelhi. Když zrovna hackuje, používá jméno Radical Edward a většinu času tráví s Einem.
- Vicious (Norio Wakamoto) je bývalý Spikeův partner ze syndikátu a jediný opakovaně se objevující protivník v seriálu. Objevuje se v několika episodách, kde se pokouší získat větší moc uvnitř syndikátu a to tak, že zabíjí vůdce organizace. Jeho vztah k Spikeovi a Julii je zobrazován pomocí flashbacků a není nikdy jasně vysvětlen.
- Julia (Gara Takašima) je krásná a záhadná žena objevující se v minulosti Spikea i Viciouse. Přestože patří mezi stěžejní body celého seriálu, objevuje se jenom prostřednictvím flashbacků a to až do posledních dvou dílů seriálu. Julia je v ostrém kontrastu ke světu, který ji obklopuje – její žluté vlasy, jasně červený deštník a automobil jsou opakem k fádnímu prostředí, které obývá.